# Thiron-Gardais
Thiron-Gardais é uma comuna francesa na região administrativa do Centro, no departamento Eure-et-Loir. Estende-se por uma área de 13,46 km². Em 2010 a comuna tinha 996 habitantes (densidade: 74 hab./km²).